# Serie D 2025-2026
La Serie D 2025-2026 sarà la 78ª edizione del massimo campionato dilettantistico, quarto livello della piramide calcistica italiana. Esso è gestito per la 45ª volta dalla Lega Nazionale Dilettanti.

## Stagione

### Novità
Si concretizza, per la prima volta dal 2016-2017, il ritorno al formato standard di 162 squadre: già nell'autunno 2024 la Lega Nazionale Dilettanti aveva infatti stabilito che l'integrazione dell'organico mediante ripescaggio si sarebbe attivata solo in presenza di un numero di società ammesse inferiore a 162, e solo fino al raggiungimento dello stesso. Le società aventi diritto all'iscrizione erano 165, in seguito scese prima a 164 per la mancata iscrizione del neopromosso Vastogirardi, e poi a 161 in quanto l'Avezzano, il neopromosso Castelnuovo Vomano e il Matera non hanno presentato ricorso a seguito delle istruttorie negative della Co.Vi.So.D. Il 24 luglio 2025, con la riammissione della Pro Patria e il ripescaggio del Ravenna in Serie C, il numero si attesta a 159 rendendo così necessari tre ripescaggi; il 31 luglio si è pertanto proceduto ai ripescaggi dall'Eccellenza di Follonica Gavorrano, Montespaccato e COS Sarrabus Ogliastra. 
Fra le partecipanti residuano sei delle retrocesse dalla Serie C 2024-2025: Caldiero, Union Clodiense CS, Milan Futuro, Sestri Levante, Legnago e Messina.
Di seguito le fusioni e le variazioni di denominazione sociale significative:
- il Città di Varese cambia denominazione in Varese;
- il neopromosso Mapello cede il titolo sportivo alla Trevigliese;
- la Sammaurese cambia denominazione in Inter SM Sammaurese;
- la Fulgens Foligno si fonde con il Foligno Calcio nell'A.C. Foligno 1928;
- la Cynthialbalonga cambia denominazione in Albalonga;
- la Puteolana cede il titolo sportivo al Nola, ma di fatto nei comunicati ufficiali la Lega continua a fare riferimento alla Puteolana.

### Formula
Le 162 squadre sono state suddivise in nove gironi all'italiana da 18, organizzati secondo criteri di vicinanza geografica. Il campionato prevede un turno d'andata e uno di ritorno, con promozione diretta in Serie C 2026-2027 per la vincente di ogni girone.

## Squadre partecipanti
Di seguito la composizione dei gironi comunicata dalla LND.

### Girone A
Asti

 Biellese

 Cairese

 Celle Varazze

 Chisola

 Club Milano

 Derthona

 Gozzano

 Imperia

 Lavagnese

 Ligorna

 NovaRomentin

 Saluzzo

 Sanremese

 Sestri Levante

 Vado

 Valenzana

 Varese

### Girone B
Breno

 Brusaporto

 Caldiero

 Casatese Merate

 Castellanzese

 Chievo

 Folgore Caratese

 Leon

 Milan Futuro

 Oltrepò

 Pavia

 Real Calepina

 Scanzorosciate

 Sondrio

 Varesina

 Villa Valle

 Virtus CiseranoBergamo

 Vogherese

### Girone C
Adriese

 Bassano

 Brian Lignano

 Calvi Noale

 Campodarsego

 Cjarlins Muzane

 Conegliano

 Este

 Legnago

 Luparense

 Mestre

 Obermais

 Portogruaro

 San Luigi

 Treviso

 Union Clodiense CS

 Unione La Rocca Altavilla

 Vigasio

### Girone D
Cittadella Vis Modena

 Correggese

 Crema

 Desenzano

 Imolese

 Lentigione

 Palazzolo

 Piacenza

 Pistoiese

 Pro Sesto

 Progresso

 Rovato Vertovese

 Sangiuliano City

 Sant'Angelo

 Sasso Marconi

 Trevigliese

 Tropical Coriano

 Tuttocuoio

### Girone E
Camaiore

 Cannara

 Foligno

 Follonica Gavorrano

 Ghiviborgo

 Grosseto

 Montevarchi

 Orvietana

 Poggibonsi

 Prato

 San Donato Tavarnelle

 Sansepolcro

 Scandicci

 Seravezza

 Siena

 Tau Altopascio

 Terranuova Traiana

 Trestina

### Girone F
Ancona

 Atletico Ascoli

 Castelfidardo

 Chieti

 Forsempronese

 Giulianova

 L’Aquila

 Maceratese

 Notaresco

 Ostia Mare

 Recanatese

 Sammaurese

 San Marino

 Sora

 Teramo

 Termoli

 UniPomezia

 Vigor Senigallia

### Girone G
Albalonga

 Anzio

 Atletico Lodigiani

 Budoni

 Cassino

 COS Sarrabus Ogliastra

 Flaminia CivitaCastellana

 Ischia

 Latte Dolce

 Monastir

 Montespaccato

 Nocerina

 Olbia

 Palmese

 Real Monterotondo

 Scafatese

 Trastevere

 Valmontone

### Girone H
Acerrana

 Afragolese

 Barletta

 Fasano

 Ferrandina

 Fidelis Andria

 FC Francavilla

 Gravina

 Heraclea

 Manfredonia

 Martina

 Nardò

 Nola

 Paganese

 Pompei

 Real Normanna

 Sarnese

 Virtus Francavilla

### Girone I
Acireale

 Athletic Club Palermo

 CastrumFavara

 Enna

 Gela

 Gelbison

 Igea Virtus

 Messina

 Milazzo

 Nissa

 Paternò

 Ragusa

 Reggina

 Sambiase

 Sancataldese

 Savoia

 Vibonese

 Vigor Lamezia

## Poule Scudetto
Per l'assegnazione del titolo italiano di Serie D, al termine della stagione regolare, le nove squadre prime classificate vengono suddivise in tre triangolari e si incontrano in gare di sola andata. Nel secondo turno riposa chi ha vinto il primo incontro o, in caso di pareggio, quella che ha disputato la prima sfida in trasferta.
Le vincenti dei triangolari e la miglior seconda accedono alle semifinali, che vengono definite per sorteggio e che si disputano quest'anno con gare di andata e ritorno. La finale è invece confermata in gara unica in campo neutro e senza tempi supplementari: in caso di parità si va direttamente ai rigori.
Nel caso in cui due o tutte e tre le squadre concludessero il proprio triangolare a pari punti, per determinare la vincente si terrà conto, nell'ordine:
- scontro diretto;
- della migliore differenza reti nei triangolari;
- del maggior numero di reti segnate nei triangolari;
- del maggior numero di reti segnate in trasferta nei triangolari;
- della migliore posizione nella classifica della Coppa Disciplina del Campionato di Serie D;
- del sorteggio.

Per stabilire la migliore tra le seconde, si terrà conto, nell'ordine: 
- dei punti ottenuti negli incontri disputati;
- della migliore differenza reti nei triangolari;
- del maggior numero di reti segnate nei triangolari;
- del maggior numero di reti segnate in trasferta nei triangolari;
- della migliore posizione nella classifica della Coppa Disciplina del Campionato di Serie D;
- del sorteggio.

### Squadre partecipanti
| Triangolare 1      | Triangolare 2      | Triangolare 3      |
| ------------------ | ------------------ | ------------------ |
| Vincitore Girone A | Vincitore Girone D | Vincitore Girone G |
| Vincitore Girone B | Vincitore Girone E | Vincitore Girone H |
| Vincitore Girone C | Vincitore Girone F | Vincitore Girone I |

### Turno preliminare

#### Triangolare 1
| Squadra | P.ti | G | V | N | P | GF | GS | DR |
| ------- | ---- | - | - | - | - | -- | -- | -- |
| 1.      | 0    | 0 | 0 | 0 | 0 | 0  | 0  | 0  |
| 2.      | 0    | 0 | 0 | 0 | 0 | 0  | 0  | 0  |
| 3.      | 0    | 0 | 0 | 0 | 0 | 0  | 0  | 0  |

|  | Risultati |  | Luogo e data |
|  | --------- |  | ------------ |
|  | -         |  |              |
|  | -         |  |              |
|  | -         |  |              |

#### Triangolare 2
| Squadra | P.ti | G | V | N | P | GF | GS | DR |
| ------- | ---- | - | - | - | - | -- | -- | -- |
| 1.      | 0    | 0 | 0 | 0 | 0 | 0  | 0  | 0  |
| 2.      | 0    | 0 | 0 | 0 | 0 | 0  | 0  | 0  |
| 3.      | 0    | 0 | 0 | 0 | 0 | 0  | 0  | 0  |

|  | Risultati |  | Luogo e data |
|  | --------- |  | ------------ |
|  | -         |  |              |
|  | -         |  |              |
|  | -         |  |              |

#### Triangolare 3
| Squadra | P.ti | G | V | N | P | GF | GS | DR |
| ------- | ---- | - | - | - | - | -- | -- | -- |
| 1.      | 0    | 0 | 0 | 0 | 0 | 0  | 0  | 0  |
| 2.      | 0    | 0 | 0 | 0 | 0 | 0  | 0  | 0  |
| 3.      | 0    | 0 | 0 | 0 | 0 | 0  | 0  | 0  |

|  | Risultati |  | Luogo e data |
|  | --------- |  | ------------ |
|  | -         |  |              |
|  | -         |  |              |
|  | -         |  |              |